# Villarroya de la Sierra
Villarroya de la Sierra ist ein nordspanischer Ort und eine Gemeinde (municipio) mit 413 Einwohnern (Stand: 2024) im Westen der Provinz Saragossa und der Autonomen Region Aragonien. Der Ort gehört zur bevölkerungsarmen Serranía Celtibérica.

## Lage und Klima
Villarroya de la Sierra liegt etwa 100 Kilometer (Luftlinie) westsüdwestlich von Saragossa in einer Höhe von 735 m. Das Klima ist gemäßigt bis warm; der eher spärliche Regen (ca. 447 mm/Jahr) fällt mit Ausnahme der eher trockenen Sommermonate übers Jahr verteilt.

## Bevölkerungsentwicklung
| Jahr      | 1970 | 1981 | 1991 | 2001 | 2011 | 2021 |
| Einwohner | 1318 | 979  | 819  | 668  | 575  | 445  |

Die Mechanisierung der Landwirtschaft, die Aufgabe bäuerlicher Kleinbetriebe und der damit verbundene Verlust von Arbeitsplätzen führten seit der Mitte des 20. Jahrhunderts zu einem deutlichen Rückgang der Bevölkerung (Landflucht).

## Sehenswürdigkeiten
- Petruskirche
- Kapelle Santa María de la Sierra
- zwei Verteidigungstürme, genannt Burg des Königs (Castillo del Rey) und Burg der Königin (Castillo de la Reina)
- Casa Grande von 1786

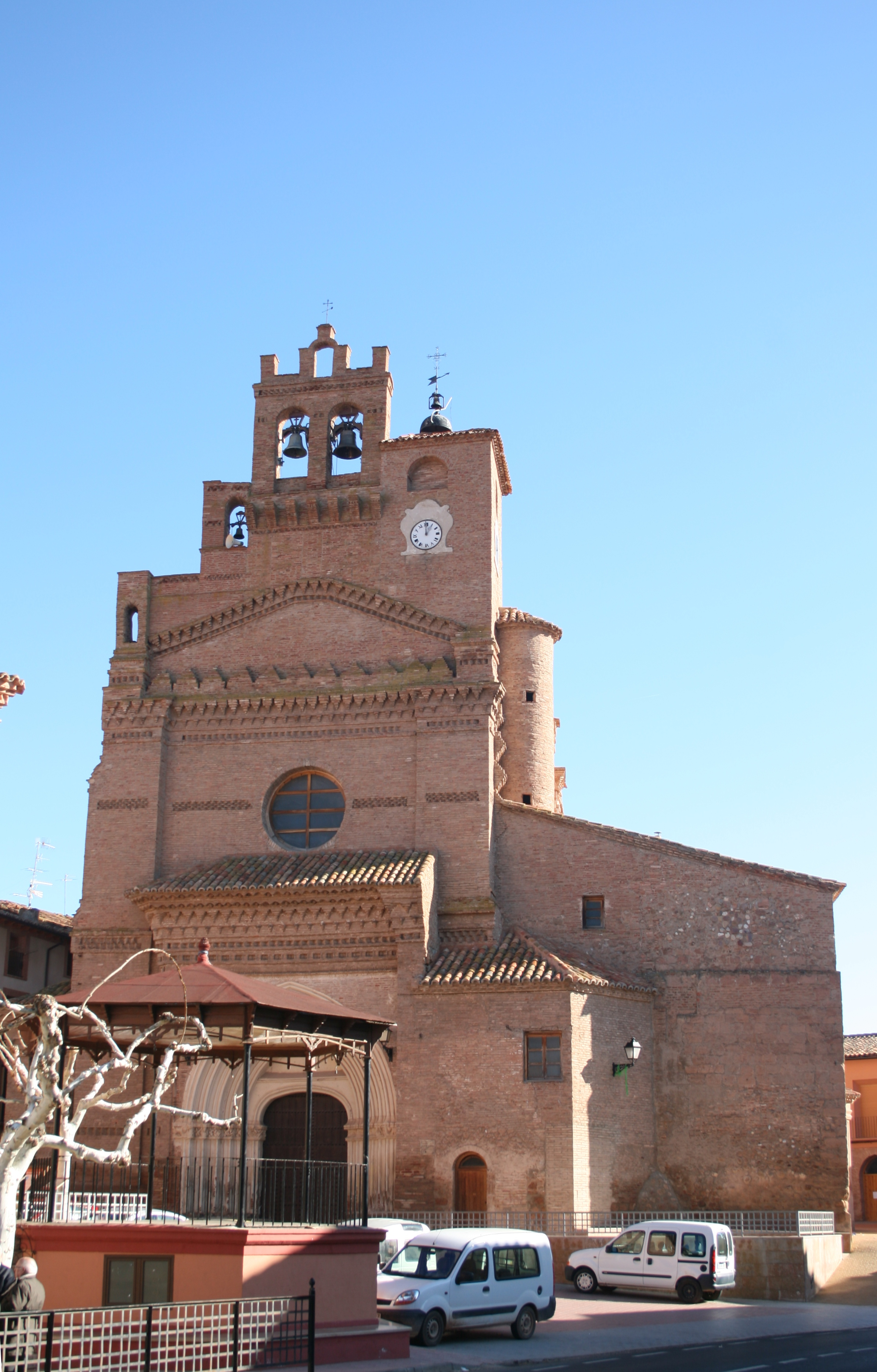
Petruskirche
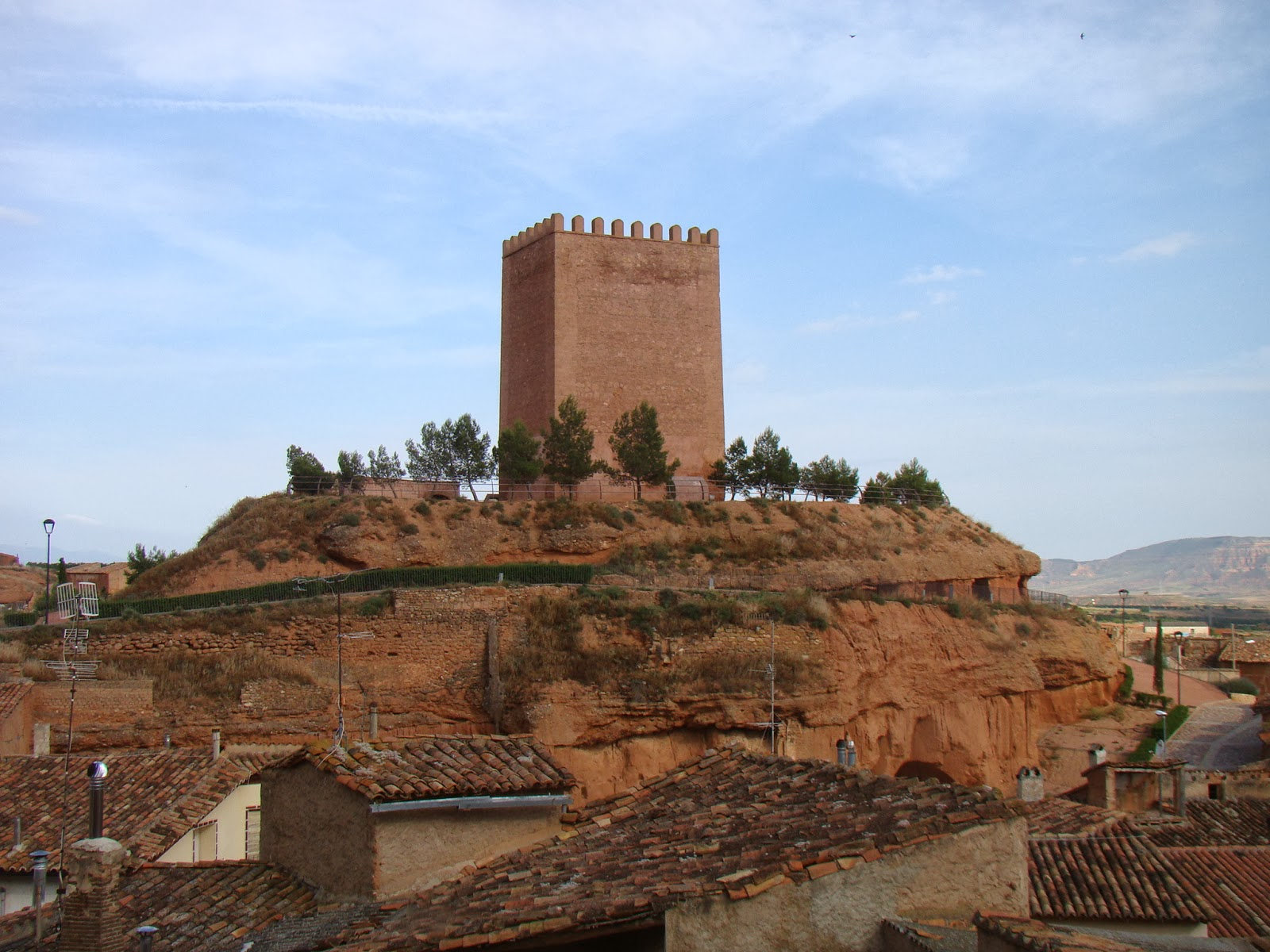
Castillo del Rey
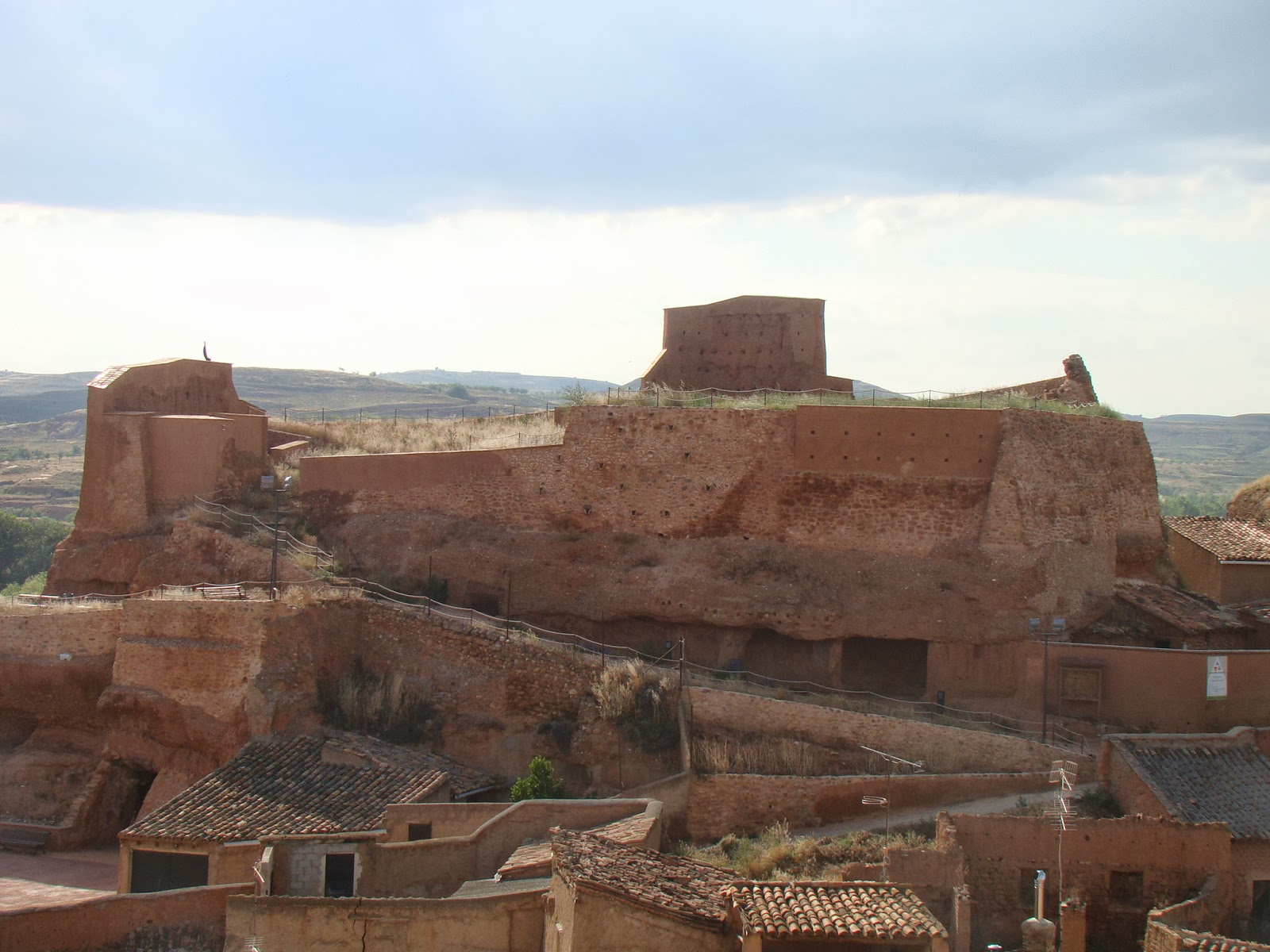
Castillo de la Reina
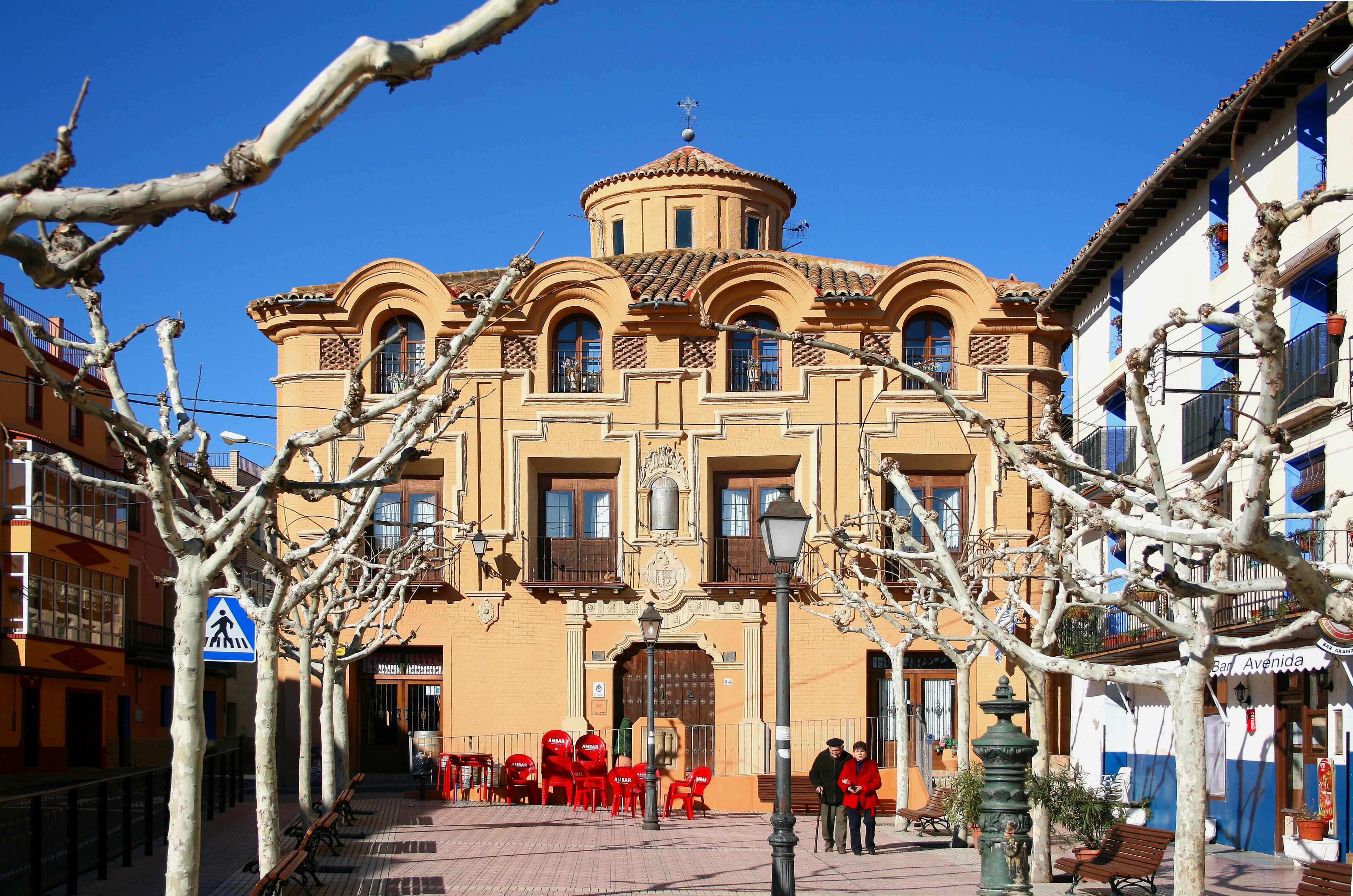
Casa Grande

## Persönlichkeiten
- Miguel López (1669–1723), Benediktinermönch, Organist und Komponist
- Francisco Javier Hernández (SJ) (1714–1777), Geistlicher
- Francisco Aranda Millán (1881–1937), Biologe
- Bernabé Martí (1928–2022), Tenor, Ehemann von Montserrat Caballé, hier geboren
- Angel Millán (* 1947), Trompeter und Musikwissenschaftler